# Чкаловка (Саратовская область)
Чка́ловка — село в Марксовском районе Саратовской области. Входит в состав Липовского муниципального образования.

## История
Бывший немецкий хутор Нейер-Дамм. Указом Президиума Верховного Совета РСФСР от 2 июля 1942 года населённому пункту присвоено наименование село Чкаловка.

## Население
| 2002 | 2010 |
| ---- | ---- |
| 555  | ↘549 |

## Инфраструктура
В селе функционируют ФАП, библиотека, дом культуры, отделение почтовой связи, продуктовые магазины.